# Schweizer Filmpreis/Bester Ton
Sämtliche Gewinner des Schweizer Filmpreises in der Kategorie Bester Ton werden hier aufgelistet. Der Preis wurde das erste Mal im März 2021 verliehen.
| Jahr | Preisträger                                              | für den Film       | Nominierungen |
| ---- | -------------------------------------------------------- | ------------------ | --- |
| 2021 | Peter Bräker                                             | Nemesis            | Benoît Barraud und Peter Bräker für Mare Patrick Storck, Gina Keller und Jacques Kieffer für Schwesterlein                                 |
| 2022 | Jürg Lempen                                              | Olga               | Xavier Lavorel und Etienne Curchod für Azor Oscar Van Hoogevest, Patrick Becker und Manuel Gerber für Soul of a Beast                      |
| 2023 | Carlos Ibañez-Diaz und Denis Séchaud                     | Foudre             | Jean-Pierre Gerth und Tobias Koch für Drei Winter Roland Widmer für Unruh                                                                  |
| 2024 | Xavier Lavorel                                           | La chimera         | Jacques Kieffer und Gina Keller für Bergfahrt Philippe Ciompi und Marc von Stürler für Blackbird Blackbird Blackberry                      |
| 2025 | Ramon Zürcher, Peter von Siebenthal und Balthasar Jucker | Der Spatz im Kamin | Vuk Vukmanovic und Xavier Lavorel für Hundschuldig (Le procès du chien) Carlos Ibañez Diaz und Riccardo Studer für Reinas – Die Königinnen |